# Skripta (nastava)
Skripta, kao i udžbenik, publikacija namjene podupiranja nastave u osnovnim i srednjim školama kao i na fakultetima, na kojima su najčešće. Mogu udovoljavati uvjetima kao i knjige ali i ne moraju. Izdavač im može biti odsjek/zavod/laboratorij fakulteta ili instituta, a može biti i djelo predavača. Ne moraju imati broj ISBN. Cilja li se na veću vjerodostojnost publikacije, poželjno je da ima ISBN.